# اللغة الكومية
لغة كوميّة لغة فينية أوغرية يتحدث بها الكوميين في الجزء الشمالي الشرقي لروسيا، اللغة الكوميّة أحد الغات المشكلة للمجموعة البرميّة المتفرعة عن المجموعة الفينية-أوغرية، أقرب اللغات لهذه اللغة هي اللغة الأودمرتيّة.